# ダッカ県
ダッカ県（ダッカけん、ベンガル語:ঢাকা জেলা）は、バングラデシュの中央部に置く県である。ダッカ管区の一部に含まれる。　　

## 歴史
7世紀から8世紀にかけてサヴァールという都市はサンバーグの王国の首都として置かれた。この街はカマルパの仏教徒の王国やヒンディーの王朝の支配権を過ぎたパラエンピーレによる習慣として支えられた。
12世紀ごろ多くの信仰者がこの地の名についてバラール=セナによってゴッデスダケシュワリの寺院の設置後見出させた。
ダッカとその周辺はベンガル人が地方を回った際に、その地方都市であるラクシミバザールやシャンクリバザール、タンティバザール、パトゥアトゥリー、クマルトゥリー、バニアナガールそしてゴールナガールに似たいくつかの商業地を成立する街の形へとなっていった。
1608年ダッカではトルコ人やアフガニスタン人それにムガル到達前のデリーから下ってきたアフガニスタンの統治者によって規則書を引き継がれた。

## 人口と行政区画

バングラデシュの中のダッカ県内の地図

ダッカ県の人口は2012年の時点で18,305,671人に及ぶ。
ダッカ県には以下の郡に分かれている。
- ダムライ郡
- ドハール郡
- ケラニガンジ郡
- ナワブガンジ郡
- サヴァール郡

さらにその一部の郡内ごとに領地がいくつか分かれていて、以下がある。
- アダボール
- バッダ
- ビマン バンダール
- バングシャール
- カントンメント
- チャークバザール モーデル
- ダクシンカン
- ダルス サラーム
- ダンモンディ
- デムラ
- コトワリ
- ゲンダリア
- グルシャン
- ハザリバーグ
- ジャトラバーリ
- カダムターリ
- カフルル
- カラバガン
- カムリンギル チャール
- キルケット
- キルガオン
- ラルバーグ
- ミルプール
- モハンマドプール
- モティジヘール
- ニューマリケット
- パルラビ
- パルタン
- ラムナ
- ランプーラ
- サブジバーグ
- シャフ アリー
- シャフバーグ
- シェルエバングラ ナゴール
- シュヤンプール
- ストラプール
- テジガオン
- テジガオン 工業地域
- トゥラーグ
- ウッタル　ハン
- ウッタラ

## 地理
ダッカ県の周囲には北にガジプル県やタンガイル県と、南にムンシガンジュ県やラジバリ県と、東にナラヤンガンジュ県と、西にマニクガンジュ県とそれぞれ接する。ダッカ県内に流れるパドマ、カリガンガ、ダレシュワリ、イチャマティ、シタラクシュヤ、ブリガンガは主な川であり、バングシ、トゥラーグ、バール、エラムジャーニ、アラーム、ベルジカ、ラムクリシュナーリ、エリサマーリ、トゥルシカーリも小さな川として流れる。ダッカ県内の湖にはベラーリ、サルダヘール、ラバンダヘール、チュライン、ダムスハラーンそしてキランジールが存在する。県内の年間での平均最高気温は34.5℃、平均最低気温は11.5℃であり、平均雨量は1931mm観測している。

## 宗教
ダッカ県内の宗教的な建物として12000棟のモスクが、3012棟の寺院が、530棟の教会が、174棟のブッダ寺院が、3棟のパゴダやユダヤ教の礼拝堂が存在する。

## 経済

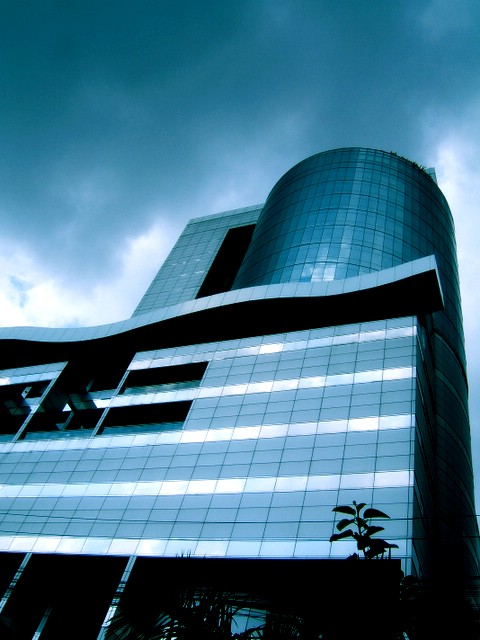
南東アジアの中で商業施設が大きいバシュンダーラ。

ダッカには商業地の数が多い。多くの技能を持つ労働者はビジネスの中として雇われており、多くの工業が主要都市であるダッカに置かれている。この都市には労働移住者の多数が行商人、小売店、人力車での運搬、道端での売り子など歴史的な魅力のある職種として働き、また人口の多い地区の一部分に仕切りの場所を雇う。人力車としてはそれをかついで働く労働者が多いほど40万人いる。
主要のビジネスとして存在する都市ではモティジヘール、パンタパス、グルシャンが含む。またバシュンダーラではハイテクな家づくり産業や南東アジアの中で大きい商業地を設けているために経済地域へと発達してきている。